# Ordem Nacional do Mérito Científico

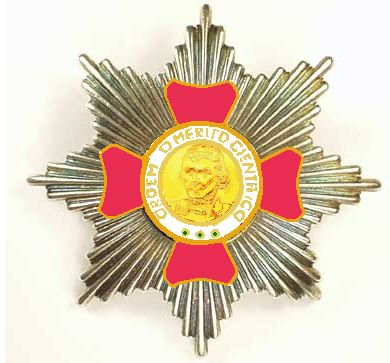
Großkreuz

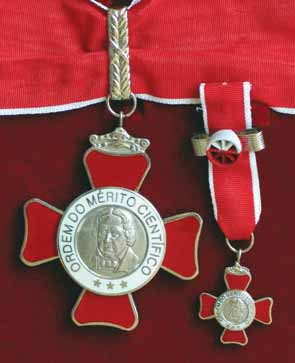
Kommandeursorden

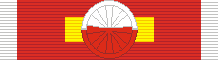
Bandschnalle des Großkreuzes

Der Ordem Nacional do Mérito Científico, deutsch Nationaler Orden für Wissenschaftlichen Verdienst, übersetzbar auch als Nationalorden für Wissenschaftliche Verdienste, ist ein brasilianischer 1993 geschaffener Verdienstorden für wissenschaftliche Leistungen. Großmeister des Ordens ist der jeweilige Präsident des Landes.
Er wird an Brasilianer und Ausländer verliehen. Er gilt als höherwertig als der Ordem do Mérito Cultural. Die Übergabe der Insignien soll am 13. Juni eines jeden Jahres erfolgen, wenn die Geburt von José Bonifácio de Andrada e Silva gefeiert wird, das Dekret 4.155 schreibt jedoch 13. Juli.
Das ursprüngliche Dekret in der Präsidentschaft von Itamar Franco wurde geändert durch das Dekret Nr. 4.155 von 2002
und durch das Dekret Nr. 10.039 von 2019.
Im November 2021 gaben 21 brasilianische Wissenschaftler ihre Auszeichnung zurück, nachdem Präsident Jair Bolsonaro die bereits ausgewählten und verkündeten Mediziner Adele Schwartz Benzaken und Marcus Vinícius Guimarães de Lacerda von der Liste der Ordensträger aus politischen Gründen strich.

## Ordensklassen
Der Orden wird in zwei Klassen und einer Verdienstmedaille verliehen:
- Großkreuz (Grã-Cruz)
- Kommandeur (Comendador)
- Silbermedaille (Medalha a prata), wird an Personen und Körperschaften verliehen. Sie trägt die Inschrift „Medalha Nacional do Mérito Científico“.